# Platonea scalaria
Platonea scalaria är en mossdjursart som beskrevs av Canu och Bassler 1922. Platonea scalaria ingår i släktet Platonea och familjen Tubuliporidae. Inga underarter finns listade i Catalogue of Life.